# الحب لا يموت (فلم)
الحب لا يموت فيلم مصري تم إنتاجه عام 1948، من إخراج محمد كريم و بطولة راقية إبراهيم.

## فريق العمل
إخراج: محمد كريم
طاقم العمل:
- راقية إبراهيم
- عباس فارس
- زوزو شكيب
- زوزو نبيل
- سراج منير
- محمود المليجي
- عبد الوارث عسر
- وداد حمدي
- نعيمة عاكف
- حسن البارودي
- فردوس محمد
- عبد القادر المسيري

## روابط خارجية
- مقالات تستعمل روابط فنية بلا صلة مع ويكي بيانات